# Casi famosos (banda sonora)
Casi Famosos es el álbum de la película Casi famosos lanzado en el año 2000 tuvo una nominación en Premios Grammy por Mejor álbum de banda sonora para película, televisión u otro medio visual.

## Canciones
| N.º | Título                                                 | Escritor(es)                                           | Artist                   | Duración |  |
| 1.  | «America»                                              | Paul Simon                                             | Simon & Garfunkel        | 3:37     |  |
| 2.  | «Sparks»                                               | Pete Townshend                                         | The Who                  | 3:48     |  |
| 3.  | «It Wouldn't Have Made Any Difference»                 | Rundgren                                               | Todd Rundgren            | 3:51     |  |
| 4.  | «I've Seen All Good People: Your Move»                 | Jon Anderson                                           | Yes                      | 3:33     |  |
| 5.  | «Feel Flows»                                           | Carl Wilson, Jack Rieley                               | The Beach Boys           | 4:44     |  |
| 6.  | «Fever Dog»                                            | Nancy Wilson                                           | Stillwater               | 3:10     |  |
| 7.  | «Every Picture Tells a Story»                          | Stewart, Ron Wood                                      | Rod Stewart              | 5:55     |  |
| 8.  | «Mr. Farmer»                                           | Sky Saxon                                              | The Seeds                | 2:51     |  |
| 9.  | «One Way Out (Live)»                                   | Elmore James, Marshall Sehorn, Sonny Boy Williamson II | The Allman Brothers Band | 4:59     |  |
| 10. | «Simple Man»                                           | Gary Rossington, Ronnie Van Zant                       | Lynyrd Skynyrd           | 5:56     |  |
| 11. | «That's the Way»                                       | Jimmy Page, Robert Plant                               | Led Zeppelin             | 5:37     |  |
| 12. | «Tiny Dancer»                                          | John, Bernie Taupin                                    | Elton John               | 6:15     |  |
| 13. | «Lucky Trumble»                                        | Wilson                                                 | Nancy Wilson             | 2:42     |  |
| 14. | «I'm Waiting for the Man» (from Live Santa Monica '72) | Lou Reed                                               | David Bowie              | 5:43     |  |
| 15. | «The Wind»                                             | Stevens                                                | Cat Stevens              | 1:40     |  |
| 16. | «Slip Away»                                            | William Armstrong, Marcus Lewis Daniel, Wilbur Terrell | Clarence Carter          | 2:32     |  |
| 17. | «Something in the Air»                                 | John Keen                                              | Thunderclap Newman       | 3:54     |  |

## Créditos ("Stillwater")
- Billy Crudup ("Russell Hammond") - Guitarras
- Jason Lee ("Jeff Bebe") - Voces
- John Fedevich ("Ed Vallencourt") - Batería
- Mark Kozelek ("Larry Fellows") - bajos

## Personal
- Peter Frampton
- Mike McCready
- Jon Bayless
- Ben Smith
- Gordon Kennedy
- Marti Frederiksen – vocals

## Música adicional
Otra música utilizada en la película no apareció en la banda sonora. Al igual que con las canciones de la banda sonora , por lo general son fragmentos de un minuto o menos.
- The Who: "Baba O'Riley"
- Alvin and the Chipmunks: "The Chipmunk Song (Christmas Don't Be Late)"
- Brenton Wood: "The Oogum Boogum Song"
- The Stooges: "Search and Destroy"
- Black Sabbath: "Paranoid"
- Jethro Tull "Teacher"
- Yes: "Roundabout"
- Joni Mitchell: "River"
- Black Sabbath: "Sweet Leaf"
- Pete Droge: "Small Time Blues" (Droge)
- Little Feat: "Easy to Slip"
- Raspberries: "Go All the Way"
- Stillwater: "Hour of Need"
- The Guess Who: "Albert Flasher"
- Stillwater: "Love Thing"
- Neil Young and Crazy Horse: "Everybody Knows This Is Nowhere"
- Fleetwood Mac: "Future Games"
- Deep Purple: "Burn"
- Stillwater: "You Had to Be There"
- Blodwyn Pig: "Dear Jill"
- Steely Dan: "Reelin' in the Years"
- MC5: "Looking at You"
- Stillwater: "Love Comes and Goes"
- The Jimi Hendrix Experience: "Voodoo Child (Slight Return)"
- Free: "Wishing Well"
- Buddy Holly and The Crickets: "Peggy Sue"
- Elton John: "Mona Lisas and Mad Hatters"
- Dr. Hook & The Medicine Show: "The Cover of The Rolling Stone"
- Stevie Wonder: "My Cherie Amour"
- Chicago: "Colour My World"
- Neil Young and Crazy Horse: "Cortez the Killer"
- Led Zeppelin: "The Rain Song"
- Led Zeppelin: "Bron-Yr-Aur"
- Led Zeppelin: "Tangerine"
- Led Zeppelin: "Misty Mountain Hop"
- Stillwater: "Chance Upon You"

## Posición de lista
Álbum
| Año  | Pico                            | Posición |
| ---- | ------------------------------- | -------- |
| 2000 | Billboard 200                   | 43       |
| 2000 | Billboard Top Internet Albums   | 8        |
| 2001 | Billboard Top Soundtrack Albums | 16       |

## Certifications
| Organizador | Sello | Dato               |
| ----------- | ----- | ------------------ |
| RIAA – USA  | Gold  | 8 de junio de 2001 |